# Area test
Un'Area Test è un'area su cui si effettuano prove per il lancio o il riposizionamento di marketing di un prodotto, per sondare l'efficacia o l'effetto di tali azioni sui consumatori.
Cruciale il mantenere tale area "segreta" ai concorrenti al fine di non influenzare il test.
Caso emblematico fu l'azione della Procter & Gamble ai danni della Union Carbide, quando sabotò il test di quest'ultima che voleva entrare nel (lucroso) mercato dei pannolini.